# Hollandale (Mississippi)
Hollandale è una città (city) degli Stati Uniti d'America, situata nella contea di Washington, nello Stato del Mississippi.